# Montmiral
Montmiral település Franciaországban, Drôme megyében. Lakosainak száma 659 fő (2022. január 1.). Montmiral Parnans, Saint-Laurent-d’Onay, Saint-Michel-sur-Savasse, Montagne, Valherbasse és Saint Antoine l’Abbaye községekkel határos.

## Népesség
A település népességének változása:
| Lakosok száma | 506  | 437  | 418  | 589  | 635  | 652  | 671  | 696  | 685  | 659  |
|               | 1968 | 1982 | 1990 | 2006 | 2013 | 2015 | 2017 | 2019 | 2020 | 2022 |